# Мелентий (Вуич)
Епископ Мелетий (серб. Епископ Мелентије, также известен как Мелентий Хиландарец, серб. Мелентије Хиландарац в миру Лю́бомир Ву́ич, серб. Љубомир Вујић; 27 июля 1857, село Осеченица — 7 ноября 1921, Хиландар, Афон) — епископ Сербской православной церкви, епископ Тимокский.

## Биография

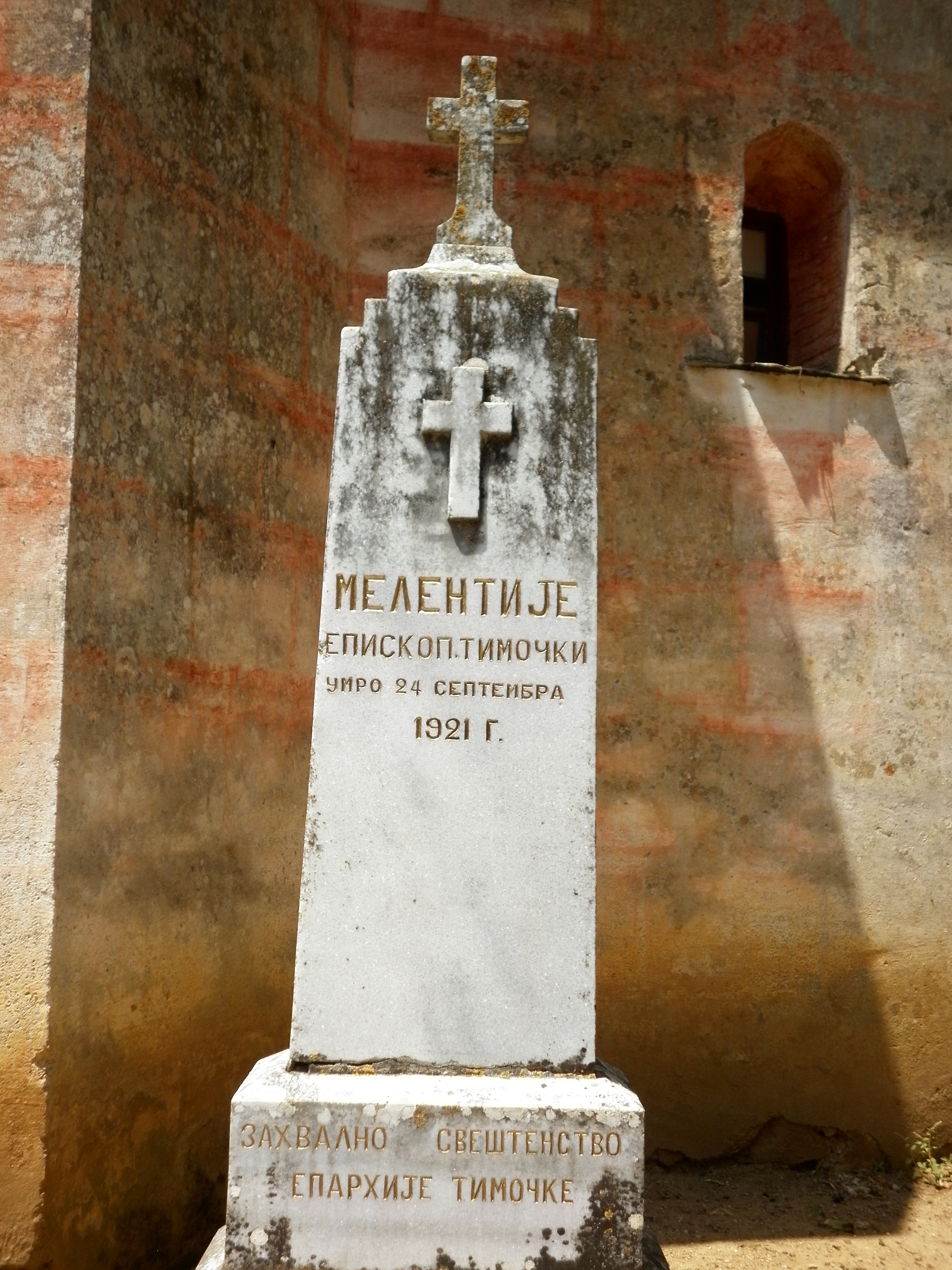
Хиландар

Родился 27 июля 1857 года в селе Осеченица в семье Живоина и Анны Вуич.
Начальную школу окончил в селе Крчмар, два класса гимназии в Белграде, потом стал послушником монастыря Боговадье.
25 июня 1877 года пострижен в монашество в монастыре Врачевшница, в том же году 11 декабря стал иеромонахом.
Митрополит Михаил взял его с собой в Россию, где тот окончил Киевскую духовную академию со степенью магистра богословия.
По возвращении на Балканы в 1889 году стал преподавателем Призренской духовной семинарии. Был в этом заведении первым ректором духовного звания и с высшим духовным образованием. Завёл порядок в общежитии семинарии и в учебной части, а мирным и тихим характером снискал себе любовь в народе.
10 ноября 1891 года назначен епископом Тимокским. Рукоположён в Белграде.
Он был отправлен на пенсию 15 июня 1913 года, так и не сумев улучшить тяжёлое материальное положение подчинённого ему священства, несмотря на ряд принятых им административных мер и усилий. Оставшуюся жизнь провел в монастыре Хиландар на Афоне, где и скончался 7 ноября 1921 года.